# Santa Maria dels Omells de na Gaia
Santa Maria dels Omells de na Gaia és l'església parroquial dels Omells de na Gaia (Urgell) inclosa a l'Inventari del Patrimoni Arquitectònic de Catalunya.

## Descripció
L'església de Santa Maria té una façana d'inspiració neoclàssica amb el campanar situat al seu angle dret. La porta d'entrada es troba emmarcada per dues grans pilastres adossades de secció rectangular. Ambdues són coronades per capitells d'ordre dòric. L'entaulament que sostenen s'inicia amb un arquitrau de pedra prima sobre de la qual hi ha un fris amb tríglifs estriats i mètopes sense decoracions escultòriques. L'interior del temple manté el gust per les formes clàssiques. Té la coberta resolta amb una volta de canó, l'absis poligonal coronat per una majestuosa venera i a banda i banda s'hi situen les petites capelles laterals.

## Història
El 27 de juliol del 1777 és la data en la qual es col·loca la primera pedra de la construcció de l'església. El 22 de juliol del 1784 les obres són finalitzades. Aquesta església substituïa l'antiga església gòtica. Part de les pedres emprades en l'aixecament d'aquest temple provenen de l'antic castell dels Omells de Na Gaia. En l'interior de l'església s'hi allotgen diferents talles barroques de fusta de gran qualitat com són una Assumpció, un Sant Miquel, Santa Llúcia, Sant Esteve, Sant Francesc Xavier i un Sant Franciscà.